# アルカ・ラスト 終わる世界と歌姫の果実
『アルカ・ラスト 終わる世界と歌姫の果実』（アルカ・ラスト おわるせかいとうたひめのかじつ）は、アピリッツにより運営されていたスマートフォン用ゲームアプリ。2019年7月30日サービス開始。基本プレイ無料 (アイテム課金制）。公式の略称は「アルラス」。
当初の運営サービスはフジゲームス（後のFuji Culture X）によって行われ、2022年5月31日よりアピリッツへと移管された。
2025年4月17日をもってサービスを終了した。

## 概要

### 物語
テーマは“破壊と創造”、仲間と共に宿命に抗う群像劇RPG 。
破壊と創造が繰り返される、無数の世界の中の7つの世界を切り取り描くのが本作。
7つの世界はそれぞれの理由ですでに終わりが近づいており、それを見届けるために物語が始まる。世界の終わりを経ながら、全編を通して現れる“世界の正しい終わり”を阻害する大きな敵と戦うため、プレイヤーの拠点となる方舟に世界や時間を越えて仲間が集ってゆく。
各世界は“パラレルワールド”となっており、同名のキャラクターが他の世界にも存在する。基本的な性格は共通しているが各世界の文化や立場を踏襲して登場する。
キャラクター同士の物語や戦闘で使用する特殊な技も、方舟を通し世界や時間を越えて展開される。

### 制作
2019年4月6日に開催された発表会にて情報が解禁され、幻想水滸伝を代表作とする河野純子、小牟田修を原作者とすること、また宣伝大使として狩野英孝の就任、声優ヴォーカルユニットKleissisがテーマ曲を担当することが発表された。
2019年7月30日より正式サービスが開始された。

## 世界観
無数世界
無数に散らばるそれぞれの世界が破壊と創造を繰り返している状態の総称。世界が終わる時終焉の果実が実り破壊者が世界を破壊する。その地に創造者がはじまりの種を植えると再び世界が創造される。正しい終わりとは終焉の果実が実る状態。正しくない終わりでは終焉の果実は実らない。
無数の世界は本来互いに交わることはない。ウロボロスによって世界を繋ぐ道となる次元の狭間が開けられ、無理矢理繋げられたことにより歪められ、正しい終わりを迎えられなくなったのがゲーム中の7つの世界である。
破壊者
無数世界において『世界を正しく終わらせ、その時に実る終焉の果実を手にすること』を役割とする。ゲーム中では主人公として設定され、各世界毎に1人ずつ、世界が切り替わると主人公も変わる。ゲーム中の7人以外に破壊者が居るか等詳細不明。
7つの世界の伝承では『鴉の英雄』と呼ばれ、世界が終わりに近づくとクレイ・シスが現れ『鴉の英雄』を呼ぶとされている。
クレイ・シスによる破壊者召喚の文言は『彼の者は、新たな道を照らす標。彼の者は、志ある者たちの寄る辺　幾千、幾万の世界に綻びが生まれ　天と地の狭間に揺れる、天秤の傾くとき　無垢なる破壊の力を持って、混沌の世に、終止符を打たん……！』 。
ウロボロス
無数世界に突然現れ、7つの世界に次元の狭間と呼ばれる穴を開け、行き来し始めた存在。世界が終わる時のような大きな災いを好む。
無数世界の正しい終わりに実る終焉の果実が好物。終焉の果実がウロボロスに食べられるとその世界は二度と始まることができない。

### 世話人
ゲーム中では東方世界のイロンデールのみを指す。『ウロボロスに傷をつけることができた』ために選ばれているため、破壊者と違い唯一の存在の可能性がある。『次元刀を蘇らせ』『ウロボロスに再び挑む』こと『破壊者をウロボロスへ導く』こと、同時に『長い時間』を謎の声より託されている。
破壊者が一つの世界に複数同時に存在するとき、世話人は世界の側からは認識できなくなる 。このとき世話人側の意識では謎の声が登場する暗闇の背景画に切り替わり世界から切り離されるが、世界の様子は継続して認識している。間違った終わりの際には複数の破壊者と世話人が同時に存在している描写がある。
謎の声
方舟の『主』とルフが呼び、イロンデールを世話人に導いた存在。イロンデールには『無数の世界を観察するもの』と名乗り『破壊者が世界を終わらせるあらゆる可能性を探っていた』と言う。それぞれの世界が正しく終わり生まれ変わるまで方舟を守っている。
方舟
すべての運命の果てにある不確定な存在の地。
ルフ
方舟の世話係と名乗っている。

## 7つの世界
黄昏
テーマは“権力の破壊”、権力で圧制された世界。
セレネイア帝国による統治が数百年続いていたが、第12代皇帝サイファの時代、大規模な流行り病をきっかけに翳りはじめる。貴族たちの政治腐敗と帝国による『人間狩り』が始まり、民の不満が高まっている。
漆黒
テーマは“信仰の破壊“、闇に閉ざされた世界。
ロ＝ククスと呼ばれる巨大な虫が天を覆い、日の光が差さない世界。ロ＝ククスのいる天からの『光撃』と呼ばれる現象により人や土地に深刻な被害が出始めた。これによりロ＝ククスを巡って三つの宗教的主張が起こり人心が揺れはじめる。
凍土
テーマは“過去の破壊”、全てが凍てつく世界。
ポーネ・メテルと呼ばれる山と、そのふもとにあるクランと呼ばれる集落のみが安息地となっている世界。クランに属せず氷原で過酷な生活を強いられていた人々が、新興国ボルボス帝国の王サイファの元に集い、クランへの侵攻を始める。
灼熱
テーマは“理想の破壊”、熱砂の吹き荒れる世界。
天と地に二つの太陽を持つ灼熱の世界。水辺や山陰にポリスと呼ばれる集落を形成し生活している。貴重な水を巡ってポリス間は常に緊張状態にあったが、武力的な均衡が辛うじて保たれ小競り合いにとどまっていた。サイファ率いるポリス・ファナムが他ポリスへの侵攻を始めたことにより均衡が崩れる。
東方
テーマは“栄冠の破壊”、黄金郷から凋落した世界。
数多の世界の伝承に登場し、理想郷、桃源郷とも呼ばれていたが、『大いなる厄災』により無数の『次元の狭間』が開いてしまう。『次元の狭間』を経由した他世界からの侵入・略奪により荒廃し、ジダ皇国と呼ばれる国のみが辛うじて存続している。
降灰
テーマは“利己の破壊”、汚れた煙に覆われた世界。
汚染された煙が広がり地表で生活することができなくなり、人は汚染層から逃れるためジグラートと呼ばれる高い塔で暮らしている。ジグラートはジグラート・イオという一塔を残すのみとなり、汚染層の上昇、塔の老朽化、汚染層に残る人々の犯罪増加が起こっている。
輪廻
テーマは“不可能の破壊”、滅亡を繰り返す世界。
未来予測型防衛システムと呼ばれるものによって危険を予測、対処・防衛を行い平和を維持している。避けようのない巨大な隕石の衝突が予測され、精霊局の局長ゾーイが独断で古の秘術を発動させる。

## キャラクター

### 破壊者
クロウ（CV：赤羽根健治）
二つ名：黄昏の鴉　誕生日：不明
黄昏編の破壊者。

ヴァローナ（CV：甲斐田裕子）
二つ名：漆黒の鴉　誕生日：不明
漆黒編の破壊者。

コルネイユ（CV：花江夏樹）
二つ名：凍土の鴉　誕生日：不明
凍土編の破壊者

シュカ（CV：大空直美）
二つ名：灼熱の鴉　誕生日：不明
灼熱編の破壊者

ウーヤ（CV：稲田徹）
二つ名：東方の鴉　誕生日：不明
東方編の破壊者

ルク＆ルカ（CV：加隈亜衣）
降灰編の破壊者

フルー（CV：不明）
輪廻編の破壊者

### 世話人
イロンデール（CV：KENN）
二つ名：流れの剣士　誕生日：不明
世界を終わらせる者の世話人と名乗り、七つの世界を旅している謎の剣士。

### クレイ・シス
苗字はゲーム公式サイトでは非表記で、クレイ・シスの公式サイトの情報になる。
瑠璃川（るりかわ）サユキ（CV：山田麻莉奈）
黄昏編のクレイ・シス

茜（あかね）カスミ（CV：田中有紀）
漆黒編のクレイ・シス

水鳥（みどり）ミウ（CV：金子有希）
凍土編のクレイ・シス

橘（たちばな）ミオ（CV：元吉有希子）
灼熱編のクレイ・シス

林堂（りんどう）アキラ（CV：富田美憂）
東方編のクレイ・シス

志水（しみず）ヒロナ（CV：山根綺）
降灰編のクレイ・シス

麻木（あさき）ユン（CV：髙橋麻里）
輪廻編のクレイ・シス

### 黄昏編
アカネ［黄昏］（CV：高野麻里佳）
アレクサンドラ［黄昏］（CV：今井麻美）
アンゼルム［黄昏］（CV：近藤雄介）
エルネスト［黄昏］（CV：内田雄馬）
オウィ［黄昏］（CV：福間竣兵）
カイ［黄昏］（CV：櫻井孝宏）
カシュパル［黄昏］（CV：小野大輔）
サイファ［黄昏］（CV：青山穣）
ジェイク［黄昏］（CV：小野友樹）
ジネット［黄昏］（CV：立花理香）
シャルロッテ［黄昏］（CV：中島由貴）
セリカ［黄昏］（CV：M・A・O）
ゾーイ［黄昏］（CV：青地希望）
ドルフ［黄昏］（CV：大羽武士）
トライゾン［黄昏］（CV：堀内賢雄）
ネクルネクア［黄昏］（CV：沼倉愛美）
ノエミ［黄昏］（CV：明坂聡美）
フォルカー［黄昏］（CV：小西克幸）
ブリッタ［黄昏］（CV：渡部優衣）
マティアス［黄昏］（CV：ほたかける）
ミツキ［黄昏］（CV：早見沙織）
リズ［黄昏］（CV：花守ゆみり）
ロザリー［黄昏］（CV：小見川千明）

### 漆黒編
アカネ［漆黒］（CV：高野麻里佳）
アルヴァロ［漆黒］（CV：斉藤壮馬）
アレクサンドラ［漆黒］（CV：今井麻美）
アンナ［漆黒］（CV：佐藤聡美）
イネイド［漆黒］（CV：堀江瞬）
エルソル［漆黒］（CV：櫻庭由加里）
オウィ［漆黒］（CV：福間竣兵）
クルエラ［漆黒］（CV：村田知沙）
コーデリア［漆黒］（CV：和氣あず未）
サナルサナイ［漆黒］（CV：荒浪和沙）
ジネット［漆黒］（CV：立花理香）
セシリア［漆黒］（CV：鬼頭明里）
タスガタスタ［漆黒］（CV：佐藤拓也）
ディオーナ［漆黒］（CV：米山明日美）
フォルカー［漆黒］（CV：小西克幸）
ベルノルト［漆黒］（CV：中村大志）
ミツキ［漆黒］（CV：早見沙織）
バルタザール［漆黒］（CV：秋山諒）
リュドミラ［漆黒］（CV：小清水亜美）
ルーク［漆黒］（CV：島﨑信長）

### 凍土編
アプロシウス［凍土］（CV：山口由里子）
アンナ［凍土］（CV：佐藤聡美）
ウェル［凍土］（CV：会沢紗弥）
エリク［凍土］（CV：白石涼子）
エルオンズ［凍土］（CV：塾一久）
オレリア［凍土］（CV：尾崎由香）
カサドラ［凍土］（CV：上坂すみれ）
コロネコロナ［凍土］（CV：小坂井祐莉絵）
ジネット［凍土］（CV：立花理香）
トライゾン［凍土］（CV：堀内賢雄）
ドルフ［凍土］（CV：大羽武士）
ネクルネクア［凍土］（CV：沼倉愛美）
パスカル［凍土］（CV：野口晃）
バルタザール［凍土］（CV：秋山諒）
フーゴ［凍土］（CV：野島健児）
ボッツ［凍土］（CV：間宮康弘）
モニカ［凍土］（CV：高田憂希）
ヨアキム［凍土］（CV：本渡楓）
リースベット［凍土］（CV：伊藤美来）
レノ［凍土］（CV：沢城みゆき）

### 灼熱編
イズミ［灼熱］（CV：佐倉綾音）
イネイド［灼熱］（CV：堀江瞬）
エゴール［灼熱］（CV：山口太郎）
エリク［灼熱］（CV：白石涼子）
オウィ［灼熱］（CV：福間竣兵）
オレリア［灼熱］（CV：尾崎由香）
コーデリア［灼熱］（CV：和氣あず未）
サナルサナイ［灼熱］（CV：荒浪和沙）
シャナイア［灼熱］（CV：掛川渚）
セリカ［灼熱］（CV：M・A・O）
セルフィ［灼熱］（CV：長久友紀）
タイガ［灼熱］（CV：津田健次郎）
ナディア［灼熱］（CV：原奈津子）
ノエミ［灼熱］（CV：明坂聡美）
フォルカー［灼熱］（CV：小西克幸）
ミツキ［灼熱］（CV：早見沙織）
ユナ［灼熱］（CV：花井美春）
ヨアキム［灼熱］（CV：本渡楓）
ラドロ［灼熱］（CV：杉田智和）
リズ［灼熱］（CV：花守ゆみり）

### 東方編
アイリス［東方］（CV：天希かのん）
アルヴァロ［東方］（CV：斉藤壮馬）
エルソル［東方］（CV：櫻庭由加里）
コロネコロナ［東方］（CV：小坂井祐莉絵）
チトセ［東方］（CV：ひぽー）
トライゾン［東方］（CV：堀内賢雄）
バルタザール［東方］（CV：秋山諒）
フェイ［東方］（CV：道井悠）
フーゴ［東方］（CV：野島健児）
ミツキ［東方］（CV：早見沙織）
メイ［東方］（CV：小倉唯）
ラクチ［東方］（CV：渡谷美帆）
ラドロ［東方］（CV：杉田智和）

### 降灰編
バリー（CV：河本啓佑）

### 輪廻編
ラリサ（CV：大森日雅）

### 異世界
アカネ［異世界］（CV：高野麻里佳）
ユナ［異世界］（CV：花井美春）

### ナビキャラクター
ルフ（CV：伊瀬茉莉也）